# Esteban Muth

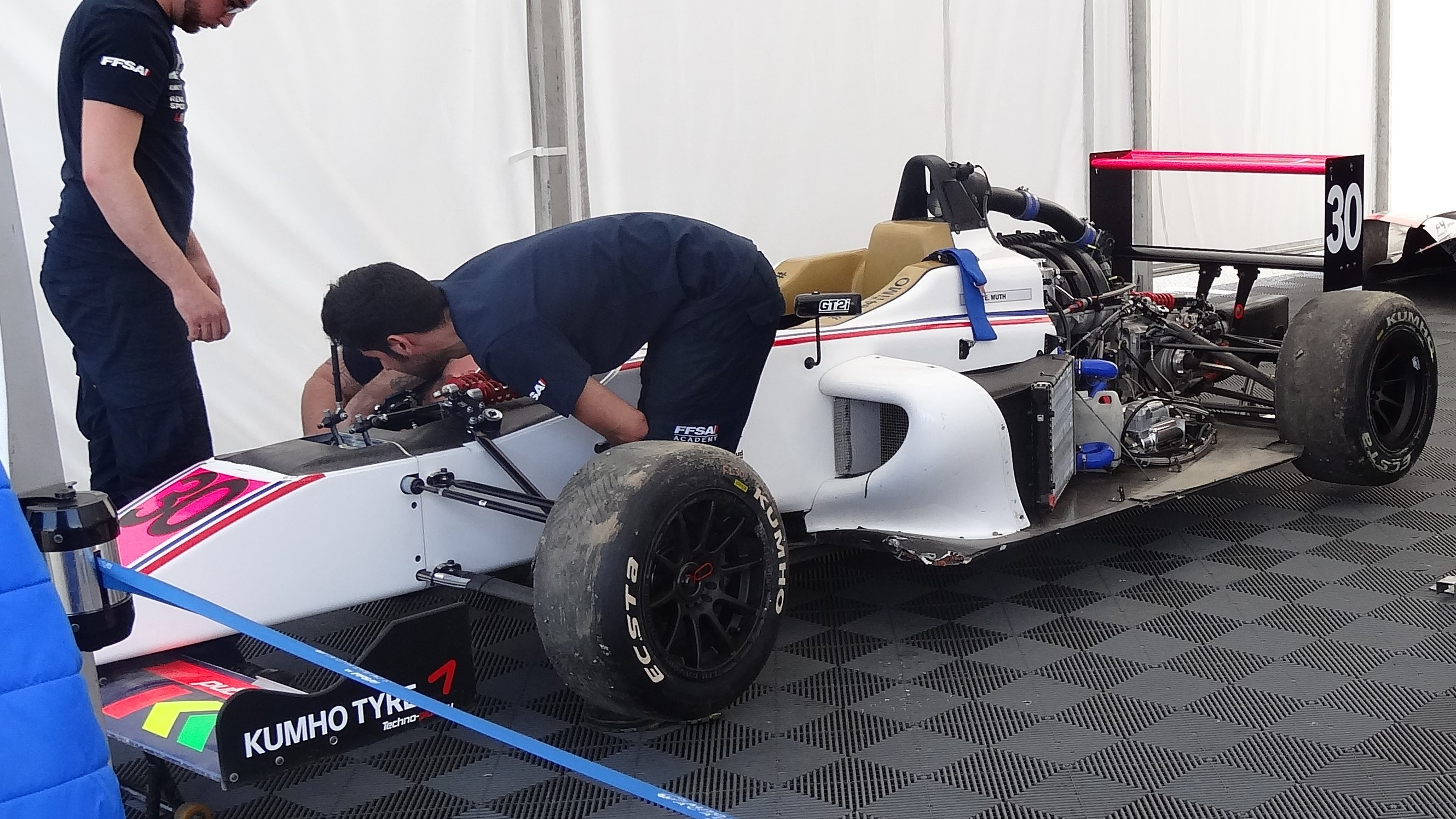
Der Mygale M14-F4 von Esteban Muth in der Französischen Formel-4-Meisterschaft 2018

Esteban Muth (* 30. Oktober 2001 in Ukkel) ist ein belgischer Automobilrennfahrer, der in der Saison 2021 in der DTM für T3 Motorsport antritt.

## Karriere
Muth startete seine Motorsportkarriere im Kartsport. Er fuhr von 2010 bis 2017 in nationalen und internationalen Meisterschaften und gewann 2012 die Mini-Parilla Klasse der belgischen Meisterschaft.
2018 wechselte er in die französische Formel-4-Meisterschaft. Mit vier Podestplätzen in seiner Debütsaison erreichte er den siebten Platz in der Meisterschaft. Im darauffolgenden Jahr fuhr er in der Toyota-Racing-Series, welche er mit einem Sieg auf dem 5. Meisterschaftsplatz beendete. Zudem hatte er sporadische Einsätze in der japanischen Formel-3-Meisterschaft und im Formula-Renault-Eurocup. Ebenfalls sammelte Esteban Muth erste Erfahrungen mit GT-Rennsport am 14. April. 2019 in Barcelona, wo er für Strakka Racing im Mercedes-AMG GT3 bei der Blancpain-GT-Langstrecken-Serie an den Start ging.
2020 startete Muth bei vier Rennen in der GT4 European Series, wobei er zwei Podestplätze erreichte. 2021 fuhr er mit dem Team T3 Motorsport aus Dresden in der DTM zusammen mit Teamkollegin Esmee Hawkey. In der DTM-Saison 2022 für das Team Walkenhorst Motorsport.